# Danh sách doanh nghiệp lớn nhất Thái Lan
Bài viết này liệt kê danh sách các công ty lớn nhất tại Thái Lan về các mặt doanh thu, lợi nhuận thuần và tổng tài sản, chiếu theo hai tạp chí kinh doanh của Mỹ là Fortune và Forbes.

## Danh sách củaFortunenăm 2020
| Thứ hạng | Thứ hạng trên Fortune 500 | Tên công ty                | Ngành nghề | Doanh thu (triệu đô la Mỹ) | Lợi nhuận (triệu đô la Mỹ) | Số nhân sự | Trụ sở   |
| -------- | ------------------------- | -------------------------- | ---------- | -------------------------- | -------------------------- | ---------- | -------- |
| 1        | 140                       | PTT Public Company Limited | Dầu khí    | 71.502                     | 2.994                      | 27.987     | Băng Cốc |

## Danh sách củaForbesnăm 2021
| Thứ hạng | Thứ hạng trên Forbes 2000 | Tên công ty                | Trụ sở   | Doanh thu (tỷ đô la Mỹ) | Lợi nhuận (tỷ đô la Mỹ) | Tổng tài sản (tỷ đô la Mỹ) | Giá trị (tỷ đô la Mỹ) | Ngành nghề         |
| -------- | ------------------------- | -------------------------- | -------- | ----------------------- | ----------------------- | -------------------------- | --------------------- | ------------------ |
| 1        | 234                       | PTT Public Company Limited | Băng Cốc | 51.6                    | 1.2                     | 84.9                       | 36.4                  | Dầu khí            |
| 2        | 648                       | Siam Cement Group          | Băng Cốc | 12.8                    | 1.1                     | 25.0                       | 15.8                  | Vật liệu xây dựng  |
| 3        | 705                       | Kasikornbank               | Băng Cốc | 8.2                     | 0.9                     | 122.1                      | 10.3                  | Ngân hàng          |
| 4        | 791                       | Siam Commercial Bank       | Băng Cốc | 5.6                     | 0.9                     | 109.4                      | 11.4                  | Ngân hàng          |
| 5        | 840                       | CP All                     | Băng Cốc | 16.8                    | 0.5                     | 17.5                       | 18.4                  | Bán lẻ             |
| 6        | 859                       | Charoen Pokphand Foods     | Băng Cốc | 18.8                    | 0.8                     | 25.4                       | 7.9                   | Sản xuất thực phẩm |
| 7        | 1113                      | Bangkok Bank               | Băng Cốc | 5.2                     | 0.5                     | 127.6                      | 7.5                   | Ngân hàng          |
| 8        | 1129                      | ThaiBev                    | Băng Cốc | 8.1                     | 0.7                     | 13.7                       | 14.0                  | Đồ uống            |
| 9        | 1161                      | Krung Thai Bank            | Băng Cốc | 4.9                     | 0.5                     | 111.3                      | 5.1                   | Ngân hàng          |
| 10       | 1242                      | Advanced Info Service      | Băng Cốc | 5.5                     | 0.9                     | 11.7                       | 16.0                  | Viễn thông         |
| 11       | 1703                      | TMB Bank                   | Băng Cốc | 2.9                     | 0.3                     | 60.4                       | 3.6                   | Ngân hàng          |
| 12       | 1780                      | PTT Global Chemical        | Băng Cốc | 10.5                    | 0.0                     | 16.3                       | 9.0                   | Hóa chất           |
| 13       | 1884                      | Airports of Thailand       | Băng Cốc | 0.5                     | -0.2                    | 6.9                        | 30.0                  | Vận tải            |
| 14       | 1956                      | Indorama Ventures          | Băng Cốc | 10.6                    | 0.0                     | 15.1                       | 8.3                   | Hóa chất           |